# ایران کاستیلو
ایران کاستیلو پینزون (به اسپانیایی: Irán Castillo Pinzón) از هنرپیشگان و خوانندگان معروف مکزیکی است.
او کار هنری خود را از سن ۷ سالگی با آگهی‌های بازرگانی آغاز کرد و تا کنون در ۱۵ مجموعهٔ تلویزیونی نقش داشته‌است.
ایران کار خوانندگی را با گروه موسکیتاس موئرتاس در سال ۱۹۹۱ آغاز کرد و اکنون در ساخت سه فیلم مختلف مکزیکی نیز شرکت دارد.